# Leucochrysa (Nodita) americana
Leucochrysa (Nodita) americana is een insect uit de familie van de gaasvliegen (Chrysopidae), die tot de orde netvleugeligen (Neuroptera) behoort. 
Leucochrysa (Nodita) americana is voor het eerst wetenschappelijk beschreven door Banks in 1897.